# かみのけ座ベータ星
かみのけ座β星 (β Comae Berenices / β Com) は、かみのけ座で最も明るい恒星。
バイエル符号のβ（ベータ）は、通常はその星座で実視等級が2番目に明るい恒星に与えられるが、この恒星はかみのけ座α星より明るい。
この恒星は薄黄色の主系列星である。太陽と似ていて、少し大きく（絶対等級が）明るいだけである。恒星表面の活動サイクルは16.6年（太陽は11年）で、9.6年の第2次活動サイクルもある。
かつては分光連星の可能性が指摘されたが、視線速度測定の精度が向上したことで否定された。この恒星を巡る惑星および原始惑星系円盤は観測されていない。